# Rosane Marchetti
Rosane Maria Marchetti, meglio conosciuta come Rosane Marchetti (Nova Prata, 23 gennaio 1960), è una giornalista, conduttrice televisiva e imprenditrice brasiliana.

## Biografia
Ha lavorato per 31 anni alla RBS TV, affiliata a TV Globo nel Rio Grande do Sul. Andò prima a Porto Alegre per studiare Sociologia, poi al PUC per studiare giornalismo.
Quando ha iniziato la sua carriera di giornalista, nel 1985, aveva già lasciato il college lavorando. A metà del corso, ha fatto un'audizione in TV Pampa (oggi affiliata di RedeTV! a Rio Grande do Sul).
Prima di lavorare in televisione, ha lavorato presso Eco do Vale, un giornale di Bento Gonçalves. Questo è stato durante le vacanze estive. Lì ha realizzato una pagina con le notizie della regione, ha scattato foto, scritto testi, venduto pubblicità e mi ha persino inviato il layout.
Ha condotto diversi programmi RBS TV come Bom Dia Rio Grande, Jornal do Almoço e Campo e Lavoura (quest'ultimo è ora un bordo di Galpão Crioulo), oltre ad essere una presentatrice occasionale su RBS Notícias.
Dal 1996, è stata redattrice e conduttrice di Jornal do Almoço, insieme a Cristina Ranzolin, Paulo Sant'Ana e Lasier Martins.
Ha lasciato la presentazione del giornale nel novembre 2010, quando è diventato reporter per la rete. Inoltre, fa reportage per Jornal Nacional e Globo Repórter, da Rede Globo.
Nell'agosto 2011, ha avuto un cancro al seno e si è ritirata dal giornalismo alla RBS TV. tornata dopo nove mesi nella lotta contro il cancro, è tornata a fare reportage su RBS TV.
Nell'aprile 2016, ha annunciato pubblicamente sul suo profilo sui social media le sue dimissioni da RBS TV dopo 31 anni.
Il 27 settembre 2018 inaugura il suo sito web e crea la società Marchetti Comunicação, focalizzata sulla creazione e produzione di contenuti propri e per conto terzi.
A giugno 2019 è stata nominata coordinatrice della comunicazione per il Tribunale Regionale Federale della IV Regione.

## Premi
Nel febbraio 2014, è stata la prima giornalista del Rio Grande do Sul a vincere Troféu Mulher Imprensa, nella categoria Migliore Reporter di Telegiornale, battendo nomi come Monalisa Perrone, Delis Ortiz e Zileide Silva, tutti di TV Globo.

## Vita privata
È sposata con il funzionario pubblico Luiz Roberto Martins Filho. È madre dell'avvocata Camila Marchetti Reinelli.